# Dammartin-Marpain
Dammartin-Marpain é uma comuna francesa na região administrativa de Borgonha-Franco-Condado, no departamento de Jura. Estende-se por uma área de 11,32 km². Em 2010 a comuna tinha 344 habitantes (densidade: 30,4 hab./km²).